# Río Dzhubga
El río Dzhubga (del ruso: Джубга) es un río del krai de Krasnodar, en la costa del mar Negro, en el sur de Rusia. Discurre por el raión de Tuapsé del krai.

## Curso
Nace en las vertientes meridionales del Cáucaso Occidental, en el monte Gebeus y dos kilómetros al sudoeste del puerto de Dzhugba. Tiene 21 km de longitud, 100 km² de cuenca hidrográfica y 9.2 m³/s de caudal medio. Sus principales afluentes son el Shchel Stinova y el Shchel Kamenistaya. Su valle se caracteriza por la amplitud, que es de 200-300 metros en su parte alta, en la que discurre en dirección principalmente este) y de hasta 750 m en la zona media y de su desembocadura (predominantemente en dirección sur). A orillas del río se hallan las siguientes localidades: Polkovnichi, Górskoye y Dzhubga, donde desemboca en el mar Negro. En su delta se hala una estación náutica.